# کاکتوس‌های پستانکی
کاکتوس‌های پستانکی(نام علمی: Thelocactus) نام یک سرده از تیره کاکتوس است.